# Кубо, Рёго
Рёго Кубо (яп. 久保 亮五 Кубо Рё:го, 15 февраля 1920 — 31 марта 1995) — японский физик, получил известность своими работами в области статистической физики и неравновесной статистической механики.
Член Японской академии наук (1982), иностранный член Национальной академии наук США (1974), Французской академии наук (1984).
В начале 1950-х годов Кубо обратился к исследованию свойств отклика конденсированных сред  вблизи состояния равновесия. В частности, он добился успеха в понимании электронного переноса и электронной проводимости посредством формализма Кубо, подходу, основанному на применении функций Грина к линейной теории отклика квантовых систем. В 1977 году Рёго Кубо был награждён медалью Больцмана «за вклад в теорию неравновесной статистической механики и в теорию флуктуационных явлений». Особенно часто ссылаются на его работу по установлению основных соотношений между коэффициентами переноса и функциями корреляции времени релаксации (?):

именно с этими соотношениями обычно и ассоциируется его имя.

## Награды и признание
- 1957 — Мемориальная премия Нисины[яп.]
- 1964 — Премия Мацунаги[яп.]
- 1969 — Императорская премия Японской академии наук
- 1970 — Премия Фудзивары[яп.]
- 1973 — Заслуженный деятель культуры[англ.]
- 1973 — Орден Культуры
- 1977 — Медаль Больцмана
- 1993 — Орден Священного сокровища I степени

В его часть названа Мемориальная премия Рёго Кубо.

## Публикации(англ.)
- Statistical mechanics : an advanced course with problems and solutions / Ryogo Kubo, in cooperation with Hiroshi Ichimura, Tsunemaru Usui, Natsuki Hashitsume (1965, 7th edit. 1988)
- Many-body theory : lectures / edited by Ryōgo Kubo (1966)
- Dynamical processes in solid state optics / edited by Ryōgo Kubo and Hiroshi Kamimura (1967)
- Thermodynamics : an advanced course with problems and solutions / Kubo Ryogo (1968)
- Statistical physics of charged particle systems / edited by Ryogo Kubo and Taro Kihara (1969)
- Solid state physics / edited by Ryogo Kubo and Takeo Nagamiya; translator, Scripta-Technica, Inc. ; editor of English ed., Robert S. Knox (1969)
- Physics of quantum fluids / edited by Ryōgo Kubo and Fumihiko Takano (1971)
- Relaxation of elementary excitations : proceedings of the Taniguchi International Symposium, Susono-shi, Japan, October 12—16, 1979 / editors, R. Kubo and E. Hanamura (1980)
- Selected papers of professor Ryogo Kubo on the occasion of his sixtieth birthday / edited by Executive Committee on the Commemoration of Professor Kubo’s Sixtieth Birthday (1980)
- Statistical physics / M. Toda, R. Kubo, N. Saitō (1983—1985)
- Equilibrium statistical mechanics / M. Toda, R. Kubo, N. Saitô (1983 2nd edit. 1992)
- Nonequilibrium statistical mechanics / R. Kubo, M. Toda, N. Hashitsume (1985 2nd edit. 1991)
- Evolutionary trends in the physical sciences : proceedings of the Yoshio Nishina centennial symposium, Tokyo, Japan, December 5—7, 1990 (1991)